# Missão secreta Pearl Harbor
A missão secreta Pearl Harbor foi a primeira operação na Córsega ocupada com vista a coordenar a Resistência francesa. Teve lugar de dezembro de 1942 a março de 1943.
Posta em marcha em 1942 pelo Bureau central de renseignements et d'action de Argel com o apoio e a vigilância dos serviços secretas americanos, esta operação secreta francesa tinha como objetivo final a libertação da Córsega das tropas alemãs e italianas, facilitando o avanço das tropas aliadas colocadas na África do Norte.
Os quatro primeiros agentes a tomar parte da missão foram Toussaint, Pierre Griffi, Laurent Preziosi e o chefe de missão Roger de Saule.
A missão consistia em entrar secretamente na Córsega através do submarino Casabianca e convencer as redes de resistência na capacidade militar das autoridades aliadas em Argel em libertar a ilha da ocupação nazi. O grupo poderia assim coordenar politicamente as redes clandestinas e reunir o máximo de informações militares antes de regressar a Argel a bordo desse mesmo submarino.